# ブライアン・ハイランド
ブライアン・ハイランド（Brian Hyland、1943年11月12日 - ）は、アメリカ合衆国ニューヨーク出身の歌手。全米一位を獲得したヒット曲『ビキニスタイルのお嬢さん』で知られる。

## 経歴
1957年、ハーモニーグループ「Delfis」を結成する。
1959年、キャップ・レコードと契約し、デビューシングル『いとしのローズマリー』発売。6月、『ビキニスタイルのお嬢さん』発売。
1960年8月、『ビキニスタイルのお嬢さん』がビルボードチャートで一位を記録する。
1961年、前年発売のアルバム『The Bashful Blond』収録の『ベビー・フェイス』が日本でシングルカットされヒットする。ABCレコードに移籍。
1962年5月、The Four Voicesのカバー曲『涙のくちづけ』を発売し、全米3位、全英7位を記録する。
フィリップス・レコードに移籍後の1966年、スナッフ・ギャレットをプロデューサーに迎え、アルバム『The Joker Went Wild / Run, Run, Look And See』を発売。レオン・ラッセル編曲の『The Joker Went Wild』、アル・キャップス編曲の『Run,Run,Look And See』がシングルカットされ、共に全米TOP40入りを記録する。
1970年、UNIレコードからデル・シャノンプロデュースでインプレッションズのカバー曲『ジプシー・ウーマン』（カーティス・メイフィールド作）を発売し、全米3位を記録する。